# Маддури, Камель
Камель Маддури (араб. كمال المدوري‎; род. 25 января 1974, Тебурсук, Беджа) — тунисский государственный и политический деятель. 7 августа 2024 года занял должность премьер-министра Туниса.

## Биография
Родился 25 января 1974 года в Тебурсуке. Имеет докторскую степень в области права Европейского союза и отношений между Магрибом и Европой, а также степень магистра юридических наук факультета права, политических и социальных наук Карфагенского университета. Окончил Тунисскую национальную школу администрации, а в 2015 году Институт национальной обороны.
Являлся членом Национального совета по социальному диалогу и заместителем председателя Подкомитета социальной защиты совета, а также членом советов нескольких национальных учреждений, Комитета по общему страхованию и советов трёх фондов социального обеспечения. Также преподавал в Национальной школе администрации и Колледже внутренних сил безопасности.
До назначения на пост министра социальных дел был председателем и генеральным директором Национального фонда медицинского страхования Туниса, а до этого — председателем и генеральным директором Национального пенсионного и социального страхования.
В мае 2024 года был назначен министром социальных дел. 7 августа 2024 года был назначен президентом Туниса Каисом Саидом для формирования нового правительства страны. Сменил на должности премьер-министра Ахмеда Хашани, который был уволен в тот же день.
20 марта 2025 года Саид уволил Маддури с поста премьер-министра на фоне тяжёлого финансового кризиса в стране. Его сменила министр инфраструктуры и жилищного строительства Сара Заафарани.